# 점암초등학교 화계분교
점암초등학교 화계분교는 대한민국 전라남도 고흥군에 있었던 공립 초등학교이다.

## 학교 연혁
- 1939년 5월 10일 점암공립심상소학교 화계간이학교 개교
- 1943년 4월 1일 화계국민학교 승격
- 1996년 3월 1일 화계초등학교로 개칭
- 2000년 3월 1일 점암초등학교 화계분교장
- 2016년 2월 29일 폐교[1]

## 참고 자료
- 점암초등학교화계분교장 - 한국교육학술정보원 학교알리미